# Mamady Youla
Mamady Youla né le 5 novembre 1961 à Conakry (Guinée), est un économiste, haut fonctionnaire et homme d'État guinéen. Le 26 décembre 2015, il est nommé Premier ministre par le président Alpha Condé, poste qu'il conserve du 29 décembre 2015 au 24 mai 2018, date à laquelle il est remplacé par Ibrahima Kassory Fofana.

## Biographie
Né à Conakry, Mamady Youla entame ses études universitaires à l'Université d'Abidjan où il obtient en 1994 un DEA en macroéconomie. Il poursuit sa formation à Paris en suivant un 3e cycle en Banque et Finances au Centre d’études financières économiques et bancaires de Paris, puis officie au Fonds monétaire international à Washington.
Mamady Youla travaille pendant huit ans à la Banque centrale de la république de Guinée où il assure les fonctions de directeur du département des études, de la recherche et des publications.
En 2003 et en 2004, il est conseiller du Premier ministre, chargé des questions économiques et minières.
En 2004, il prend la tête de la compagnie minière Guinea Alumina Corporation  avant de prendre la tête il est le premier dirigeant guinéen d’une multinationale dans le secteur minier. À la tête l'entreprise, il opère un rapprochement stratégique avec une société des Émirats arabes unis, Emirates Global Aluminium (EGA).
Il est nommé premier ministre du gouvernement de Guinée entre décembre 2015 et mai 2018.